# 12613 Hogarth
A 12613 Hogarth (ideiglenes jelöléssel 4024 P-L) a Naprendszer kisbolygóövében található aszteroida. Cornelis Johannes van Houten,  Ingrid van Houten-Groeneveld és Tom Gehrels fedezte fel 1960. szeptember 24-én.
Nevét William Hogarth (1697–1764) angol festő után kapta.